# Карл-Ерік Бехгофер
Карл Ерік Бехгофер (англ. Bechhöfer, Bechhofer, пізніше Bechhofer Roberts; псевд.: Charles Brookfarmer, Ephesian та ін.; 21 листопада 1894, Лондон — 14 грудня 1949, Доркінг
, Суррей, Велика Британія) — британський журналіст і письменник, адвокат-баристер. Трапляється також передача його прізвища, як Бехофер, Бечхофер, Бічхофер.

## Біографія
Народився в Лондоні, де провів дитинство. З 17 років подорожував світом. Побачене описав у кількох книгах: «Росія на роздоріжжі» (1916), «У денікінській Росії та на Кавказі, 1919—1920» (1921), «Голодуючою Росією» (1921) і «Щоденник мандрівника: Деякі спогади про подорожі Індією, Далеким Сходом, Росією, Середземномор'ям та іншими місцями» (1922). Володів кількома іноземними мовами, непогано говорив російською. Писав художні книги, біографії та п'єси. Протягом кількох років, починаючи з 16-річного віку, публікувався в тижневику А. Р. Ораджа ««New Age»». У номері від 25 листопада 1915 року було опубліковано його переклад п'єси М. М. Євреїнова «Весела смерть». У номері від 28 червня 1917 — інтерв'ю Бехгофера з М. Гумільовим. У книзі «У денікінській Росії та на Кавказі» Бехгофер описує свої зустрічі з Г. І. Гурджиєвим, уперше англійською мовою. У 1920 році переклав поему О. Блока «Дванадцять».
У 1925—1926 роках опублікував кілька детективних та фантастичних оповідань у журналі «The Strand Magazine». Переклад одного з цих оповідань, «Підводний острів» («The Island under the sea»), російською мовою з'явився в журналі ««Всесвітній слідопит»» у 1926 році.
У 1930-ті роки написав кілька романів та п'єс у співавторстві з англійським письменником Джорджем Гудчайлдом (George Goodchild, 1885—1969).
В Англії в 1945 році за його детективним романом «Дон Чикаго» (1940) був знятий фільм (Don Chicago на сайті IMDb (англ.) ).
У 2-й половині 1940-х років під його загальною редакцією виходила серія книг «Old Bailey trial series» про судові процеси в лондонському кримінальному суді Олд-Бейлі.

## Твори
- Интервью с Н. Гумилевым // Гумилев Н. С. Соч.: В 3 т. Т. 3. М., 1991.
- Russia at the cross-roads / with an introduction by A. H. Murray. London: K. Paul, Trench, Trubner; New York: E. P. Dutton, 1916.
- In Denikin's Russia and the Caucasus, 1919—1920: Being the record of a journey to South of Russia, the Crimea, Armenia, Georgia and Baku in 1919 and 1920 / With an introd. by Alfred E. Zimmern. London etc., 1921. Репринт: ISBN 0-405-03077-0.
- Through starving Russia: being the record of a journey to Moscow and the Volga provinces in August and September 1921 / with 15 photos by the author. London: Methuen, 1921. Репринт: ISBN 0-88355-440-2.
- A wanderer's log: being some memories of travel in India, the Far East, Russia, the Mediterranean & elsewhere. London: Mills & Boon, 1922.
- The literary renaissance in America. London: W. Heinemann ltd., [1923].
- Winston Churchill, being an account of the life of the Right Hon. Winston Leonard Spencer Churchill… / by Ephesian [pseud.]. London: Mills & Boon, [1927].
- This side idolatry, a novel based on the life of Charles Dickens. Indianapolis: The Bobbs-Merrill company, [c1928].
- The mysterious madame: Helena Petrovna Blavatsky; the life & work of the founder of the Theosophical society, with a note on her successor, Annie Besant. New York: Brewer and Warren, 1931.
- The truth about spiritualism. London: Eyre & Spottiswoode, 1932.
- Bread and butter… London: Jarrolds, limited [1936]. (В. М. Теккерей).
- Paul Verlaine. London: Jarrolds, 1937.

### Переклади з російської
- Five Russian plays: with one from the Ukrainian / translated from the originals with an introduction by C. E. Bechhofer. London: K. Paul, Trench, Trubner; New York: E. P. Dutton, 1916. (Н.&nbsp;Н.&nbsp;Евреинов «Красивый деспот», «Веселая смерть»; Д. І. Фонвізін «Выборы гувернера»; А. П. Чехов «Юбилей», «Свадьба»; Леся Українка «Вавилонское пленение»). Репринт: ISBN 0-8486-2016-X. (online)
- A Russian anthology in English / Ed. by C. E. Bechhofer. London: K. Paul, Trench, Trubner ; New York: E. P. Dutton, 1917.
- Blok A. A. The twelve / Translated with an introduction and notes by C. E. Bechhofer; with illustrations by M. Larionov, 1920.